# Frinton and Walton
Frinton and Walton – civil parish w Anglii, w hrabstwie Essex, w dystrykcie Tendring. W 2011 roku civil parish liczyła 18 845 mieszkańców.